# Freiwilliges Soziales Jahr Kultur

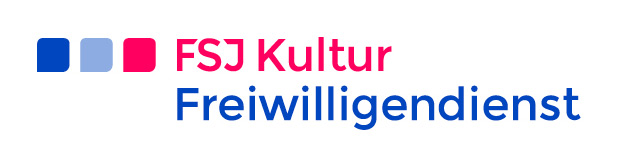
Logo FSJ Kultur

Das Freiwillige Soziale Jahr Kultur (FSJ Kultur) ist ein Freiwilligendienst für Jugendliche und junge Erwachsene im Alter von 16 bis 26 Jahren in einer kulturellen Einrichtung. Oft wird er nach dem Schulabschluss als ein Überbrückungsjahr zur Berufsorientierung genutzt, allerdings können alle Menschen, egal welchen Abschluss sie haben oder woher sie kommen, daran teilnehmen. Das FSJ Kultur beginnt in der Regel am 1. September und dauert 12 Monate. In dieser Zeit engagieren sich Freiwillige in einer Einsatzstelle und können so einen guten Einblick in den Berufsalltag einer kulturellen Einrichtung bekommen und neue Erfahrungen sammeln. Dabei gibt es die Möglichkeit, ein Projekt eigenständig zu entwickeln und umzusetzen.

## Entstehung und Geschichte
2001 wurde das FSJ Kultur erstmals in fünf Bundesländern für 125 Freiwillige angeboten.

## Organisation

### Einsatzstellen
Ein FSJ Kultur kann in verschiedenen kulturellen Einsatzstellen absolviert werden. Insgesamt gibt es bundesweit ca. 1.900 Einsatzstellen. Das sind zum Beispiel:
- Museen
- Bildungszentren
- Volkshochschulen
- Radiosender
- Kunst- und Musikschulen
- Theater
- Musikverbände
- Gedenkstätten
- Medienzentren
- Bibliotheken
- Kunst- und Kulturvereine

### Pädagogische Begleitung
In jeder Einrichtung haben die Freiwilligen einen Kollegen als feste Ansprechperson, die das ganze Jahr über für die pädagogische Begleitung und für die fachliche Anleitung verantwortlich ist. Sie arbeitet den Freiwilligen ein, führt regelmäßig Reflexionsgespräche mit dem Freiwilligen durch und ist Ansprechperson für den Träger.

### Träger
Jeder der 13 Träger in Deutschland ist für ein oder mehrere der 16 Bundesländer zuständig. Die Träger planen und führen den Freiwilligendienst durch, sind Ansprechpartner für Freiwillige und Einsatzstellen und veranstalten die Bildungstage und Seminare:
- Baden-Württemberg: LKJ Baden-Württemberg
- Bayern: BAG Spielmobile
- Berlin und Brandenburg: LKJ Berlin
- Hamburg: LAG Kinder- und Jugendkultur
- Hessen: LKB Hessen
- Mecklenburg-Vorpommern: LKJ Mecklenburg-Vorpommern
- Niedersachsen und Bremen: LKJ Niedersachsen
- Nordrhein-Westfalen: LAG Arbeit Bildung Kultur Nordrhein-Westfalen
- Rheinland-Pfalz: Kulturbüro Rheinland-Pfalz
- Sachsen: LKJ Sachsen
- Sachsen-Anhalt: LKJ Sachsen-Anhalt
- Schleswig-Holstein: LKJ Schleswig-Holstein
- Thüringen: LKJ Thüringen

### Seminargruppen
Die verschiedenen Einsatzstellen des FSJ Kultur innerhalb eines Trägers sind in Gruppen mit ca. 30 Freiwilligen unterteilt. In diesen Gruppen gehen die Freiwilligen auf die Seminare und Bildungstage. Jede Gruppe hat einen festen Leiter, der die Seminare organisiert, Ansprechpartner für die Freiwilligen ist und regelmäßig z. B. durch einen Einsatzstellenbesuch Reflexionsgespräche führt.

### Interessensvertretung
Jede Seminargruppe wählt am Anfang des Freiwilligendienstes zwei Freiwillige, die zusammen ihre Interessen auf Landes- und Bundesebene vertreten können. Alle Vertreter der verschiedenen Seminargruppen treffen sich während des Jahres persönlich und halten zwischendurch Kontakt. Themen waren zum Beispiel bisher: Verbesserung des Images der Freiwilligendienste, Öffentlichkeitsarbeit, #Freiefahrtfuerfreiwillige oder die Erstellung eines Freiwilligenportals.

### Freiwilligendienste Kultur und Bildung

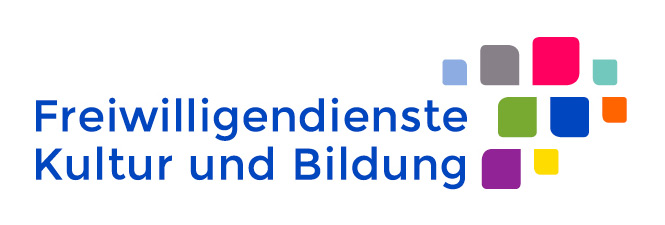
Logo der Freiwilligendienste Kultur und Bildung

Die Träger aus den verschiedenen Bundesländern bilden zusammen die „Freiwilligendienste Kultur und Bildung“, die für das FSJ Kultur, FSJ Schule, FSJ Politik und den BFD Kultur und Bildung gemeinsame Regeln für die Durchführung sicherstellen. Über deren Website kann man sich deutschlandweit für eine Einsatzstelle im FSJ Kultur anmelden.

### Dachverband

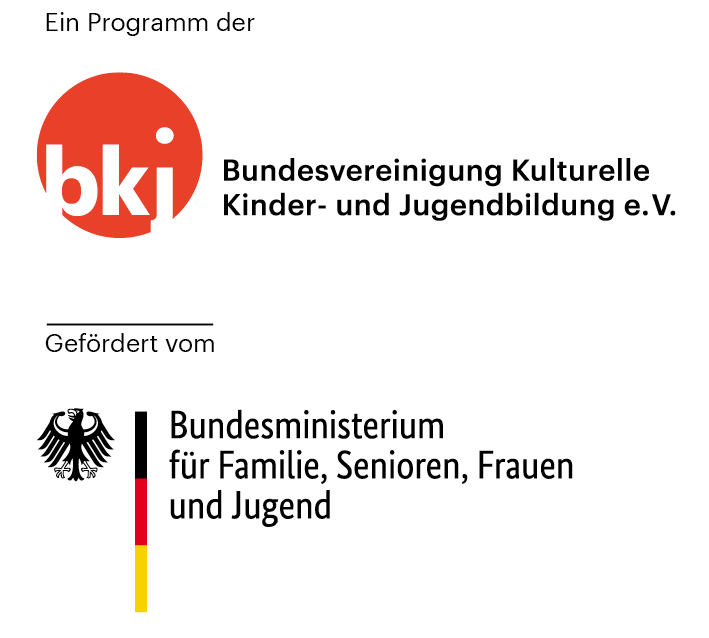
Logo BKJ und BMFSFJ

Die Bundesvereinigung Kulturelle Kinder- und Jugendbildung (BKJ) ist die Zentralstelle für die Freiwilligendienste Kultur und Bildung in Deutschland und koordiniert diese bundesweit. Die BKJ kümmert sich unter anderem um die Öffentlichkeitsarbeit und um die Anmeldung im Anmeldeportal.

## Gesetzliche Regelung
Für Freiwilligendienste gelten eigene Gesetze: das Gesetz zur Förderung von Jugendfreiwilligendiensten (JFDG) vom 16. Mai 2008, gültig seit 1. Juni 2008, und das Bundesfreiwilligendienstgesetz (BFDG) vom 28. April 2011, gültig seit 3. Mai 2011.

## Arbeitszeit, Finanzielles, Leistungen und Urlaub
Ein FSJ Kultur wird in Vollzeit mit ca. 40 Stunden pro Woche oder bei spezifischen Gründen als Teilzeit geleistet. Es dauert in der Regel ein Jahr, wird aber auch bei einer Verkürzung auf sechs Monate anerkannt. 
Die Freiwilligen haben, wenn sie 12 Monate dabei sind, 25 Urlaubstage. Die Freiwilligen bekommen dafür monatlich ein Taschengeld von 300 bis 414 Euro. Das Kindergeld wird weiterhin gezahlt; die Sozialversicherung läuft während des Jahres über die Einsatzstelle. Freiwillige können, wenn sie für ihr FSJ Kultur umziehen, einen Antrag auf Wohngeld stellen. Oft bekommen die Freiwilligen Vergünstigungen für Museen und Kinos und können für Bus- und Bahntickets die Schüler- bzw. Azubitarife nutzen. Allerdings besteht kein Anspruch darauf, weswegen alljährlich zum internationalen Tag des Ehrenamtes am 5. Dezember zu #freiefahrtfuerfreiwillige aufgerufen wird.
Für ein Jahr Engagement werden für das FSJ Kultur zwei Wartesemester angerechnet. Außerdem gilt es als Vorpraktikum für manche Studiengänge und kann nach 12 Monaten Dienst als praktischer Teil für die Fachhochschulreife genutzt werden.

## Bildungstage

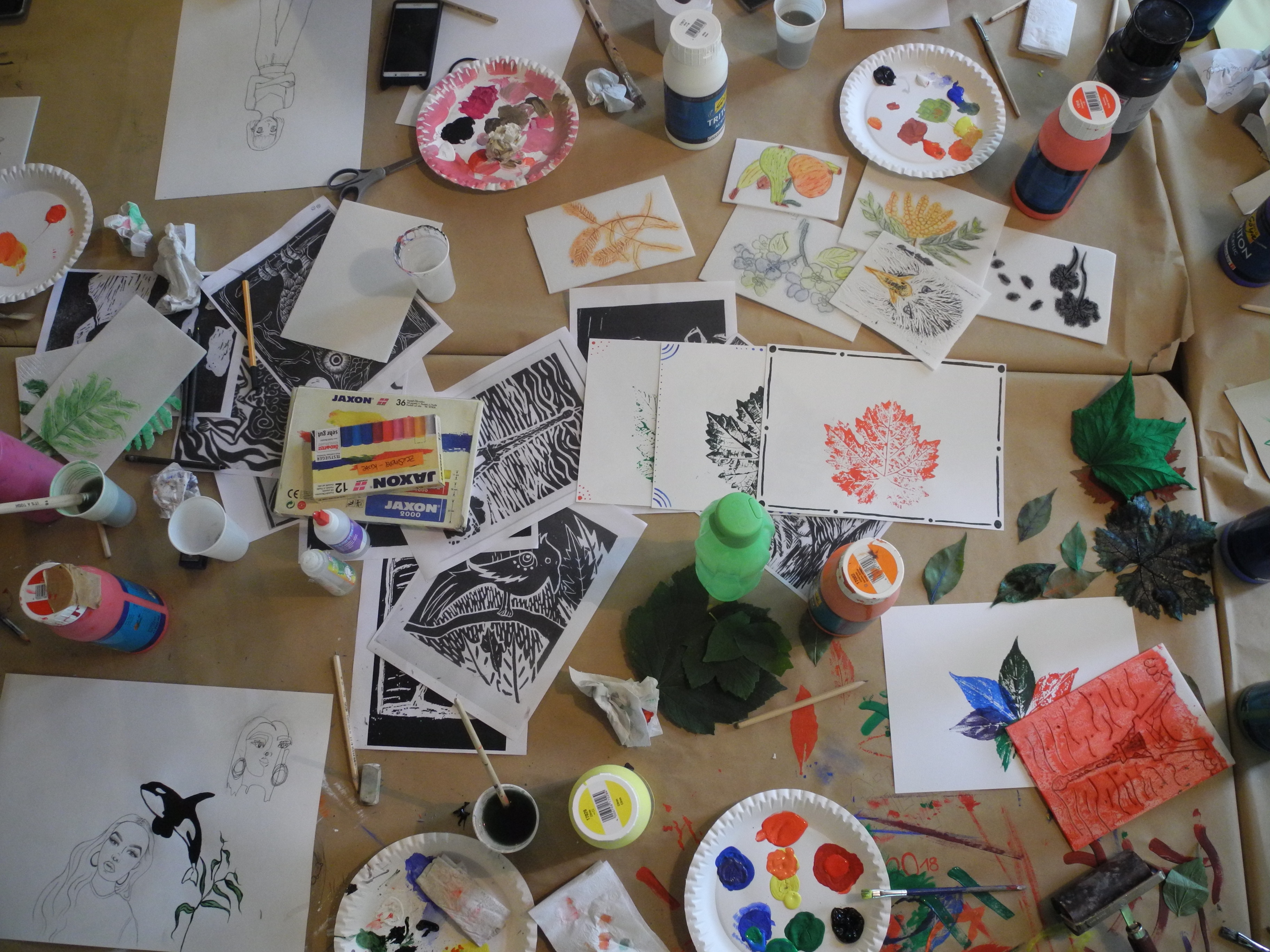
Kreativer Workshop bei einem Seminar

Neben der Arbeit in den Einsatzstellen, nehmen die Freiwilligen über das Jahr verteilt an insgesamt 25 Bildungstagen, in Form von einzelnen Tagen oder längeren Seminaren, teil. Diese stehen unter einem bestimmten Thema und können z. B. der Berufsorientierung dienen. Freiwillige können in der Zeit an verschiedenen Werkstätten, z. B. zu den Themen Fotografie, Schreiben, Musik, Malen und Tanz teilnehmen und sich über ihre eigenen Erfahrungen austauschen. Daneben können die Freiwilligen selbst auch viel über die Inhalte bestimmen und ihre Interessen und Wünsche einbringen. Die Fahrtkosten zu den Seminarorten übernehmen die Einsatzstellen; die Verpflegung und die Unterbringung regelt und übernimmt der jeweilige Träger. Außerdem gelten die Bildungstage als Arbeitszeit. Während der Seminare kann man keinen Urlaub nehmen und versäumte Bildungstage müssen nachgeholt werden.

## Eigenes Projekt
Bei einem FSJ Kultur können Freiwillige im Laufe des Jahres selbstständig ein eigenes Projekt entwickeln und verwirklichen. Freiwillige können so ihre eigenen Ideen einbringen. Möglich sind z. B. eigene Veranstaltungen oder Workshops, die einen Nutzen für das FSJ Kultur oder die Einsatzstelle haben. Möglich ist auch mit anderen Freiwilligen zu kooperieren und zusammen an einem Projekt zu arbeiten. Die Einsatzstelle unterstützt dabei den Freiwilligen in dem ihr möglichen Rahmen. Darüber hinaus können auch finanzielle Förderungen beantragt werden.

## Anmeldung
Die Anmeldung läuft deutschlandweit über die Website der Freiwilligendienste Kultur und Bildung. Dort können einem über eine Ort- und Zeitangabe oder über eine Deutschlandkarte oder nach einer Beratung Einsatzstellen vorgeschlagen werden. Der Anmeldezeitraum reicht von Mitte Januar bis Mitte März eines Jahres. Aber auch danach kann es noch freie Plätze geben, die auf der Website angezeigt werden.

## Ähnliche Dienste
- Freiwilliges Soziales Jahr (FSJ)
- Freiwilliges Soziales Jahr Politik
- Freiwilliges Soziales Jahr Schule
- Freiwilliges Ökologisches Jahr (FÖJ)
- Freiwilliges Jahr in der Denkmalpflege
- Bundesfreiwilligendienst (BFD), insbesondere der BFD Kultur und Bildung